# 中国西部数学邀请赛
中国西部数学邀请赛，原名中国西部数学奥林匹克，是由中国数学会奥林匹克委员会在2001年創辦的地區性數學競賽，面向中國中西部及亞洲部分地區，參賽者為高一和高二學生。競賽的創辦目的是為了配合西部大開發，促進中國西部地區的基礎教育發展。起初，此競賽由中國數學會奧林匹克委員會主辦，2012年競賽改為現名，轉由中國西部數學邀請賽組織委員會主辦，舉行日期從十月改為八月。
正式參賽省份有西部地區的12個省份：内蒙古、陕西、宁夏、甘肃、新疆、青海、西藏、重庆、四川、贵州、云南、广西，以及江西、山西、海南省。
2024年，此競賽破例在上海舉行（上海沒有參賽），由上海中學承辦，是為該校2026年承辦國際數學奧林匹克作預演。

## 競賽形式
競賽在連續兩日舉行，每日4小時內解4道題，每題15分。各省、市、自治區派一支代表隊，正式隊員4名。如果學校需要單獨組隊，可以作為編外隊員參賽。歷屆承辦單位和特邀單位可以單獨組隊。參賽者為高一、高二學生。競賽設有一、二、三等獎及團體獎。

## 歷屆賽事
| 屆數 | 年份 | 城市           | 承辦學校               | 日期             |
| ---- | ---- | -------------- | ---------------------- | ---------------- |
| 1    | 2001 | 陝西西安       | 西北大學               | 12月9日—14日     |
| 2    | 2002 | 甘肅蘭州       | 蘭州大學               | 12月2日—7日      |
| 3    | 2003 | 新疆烏魯木齊   | 烏魯木齊市教育研究中心 | 9月25日—30日     |
| 4    | 2004 | 寧夏銀川       | 長慶銀川高級中學       | 9月25日—30日     |
| 5    | 2005 | 四川成都       | 成都七中               | 11月3日—8日      |
| 6    | 2006 | 江西鷹潭       | 鷹潭一中               | 11月2日—7日      |
| 7    | 2007 | 廣西南寧       | 南寧二中               | 11月8日—13日     |
| 8    | 2008 | 貴州貴陽       | 貴州師大附中           | 10月30日—11月4日 |
| 9    | 2009 | 雲南昆明       | 雲南師大附中           | 10月25日—11月1日 |
| 10   | 2010 | 山西太原       | 山西省實驗中學         | 10月26日—31日    |
| 11   | 2011 | 江西玉山       | 玉山一中               | 10月27日—11月1日 |
| 12   | 2012 | 內蒙古呼和浩特 | 北京四中呼和浩特分校   | 9月26日—10月1日  |
| 13   | 2013 | 甘肅蘭州       | 西北師大附中           | 8月15日—20日     |
| 14   | 2014 | 重慶           | 重慶育才中学           | 8月14日—19日     |
| 15   | 2015 | 寧夏銀川       | 銀川市唐徠回民中學     | 8月16日—19日     |
| 16   | 2016 | 四川綿陽       | 綿陽中學               | 8月14日—17日     |
| 17   | 2017 | 四川南充       | 南充高中               | 8月12日—15日     |
| 18   | 2018 | 海南海口       | 海南中學               | 8月13日—18日     |
| 19   | 2019 | 貴州遵義       | 遵義四中               | 8月12日—15日     |
| 20   | 2023 | 重慶           | 重慶育才中学           | 8月4日—9日       |
| 21   | 2024 | 上海           | 上海中學               | 8月4日—9日       |